# Usage compassionnel
L'usage compassionnel d'un médicament consiste à prescrire un traitement avant son autorisation de mise sur le marché à des patients atteints de pathologies potentiellement graves pour lesquelles aucun médicament autorisé n'est assez efficace,.
La plupart des pays du monde ont une procédure propre pour permettre l'accès à l'usage compassionnel, en particulier tous les pays de l'Union Européenne. En France, l'usage compassionnel est régi par le système d'autorisation temporaire d'utilisation, soit d'ATU nominative, soit d'ATU de cohorte,.